# 阿含宗出版部
阿含宗出版部（あごんしゅうしゅっぱんぶ）は、阿含宗の出版部門で、おもに阿含宗の機関誌・機関紙の編集・発行をしている。

## 主な出版活動
- 阿含宗機関紙『阿含宗報』
- 阿含宗機関誌『アゴンマガジン』2006.10月創刊
（阿含宗機関誌『月刊ダルマチャクラ』は2006年9月まで発行）

## 略史
阿含宗総本山出版部に始まり、（有）阿含宗総本山出版局、（有）阿含宗出版社を経て、平成18年8月より現在の阿含宗出版部となる。

## 所在地
東京都港区三田3-4-8